# Frucourt
Frucourt és un municipi francès situat al departament del Somme i a la regió dels Alts de França. L'any 2007 tenia 134 habitants.

## Demografia

### Població

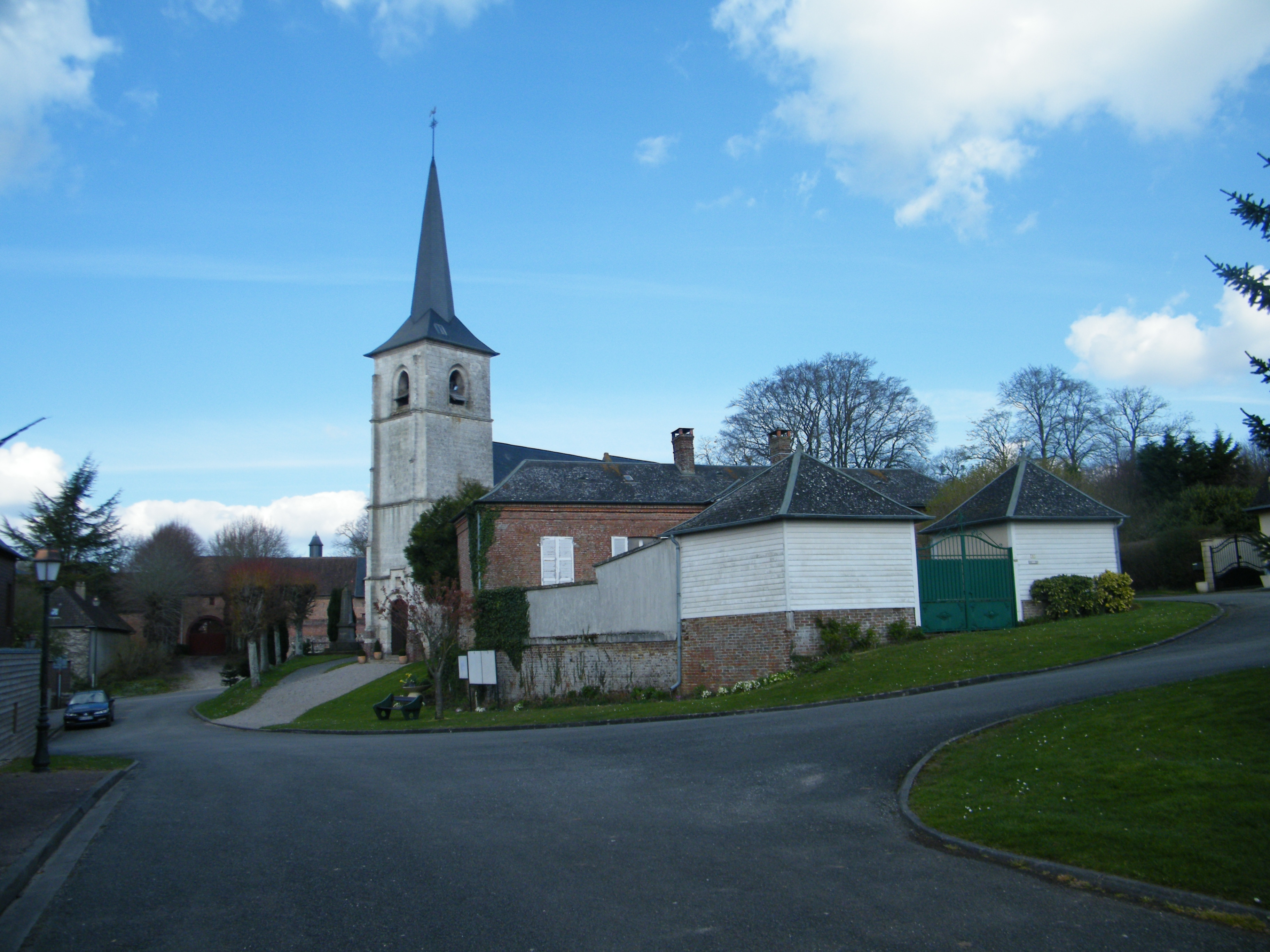

El 2007 la població de fet de Frucourt era de 134 persones. Hi havia 52 famílies de les quals 12 eren unipersonals (4 homes vivint sols i 8 dones vivint soles), 16 parelles sense fills i 24 parelles amb fills.
La població ha evolucionat segons el següent gràfic:
Habitants censats

### Habitatges
El 2007 hi havia 69 habitatges, 52 eren l'habitatge principal de la família, 15 eren segones residències i 2 estaven desocupats. Tots els 69 habitatges eren cases. Dels 52 habitatges principals, 43 estaven ocupats pels seus propietaris, 8 estaven llogats i ocupats pels llogaters i 1 estava cedit a títol gratuït; 3 tenien dues cambres, 6 en tenien tres, 20 en tenien quatre i 24 en tenien cinc o més. 46 habitatges disposaven pel capbaix d'una plaça de pàrquing. A 22 habitatges hi havia un automòbil i a 26 n'hi havia dos o més.

### Piràmide de població

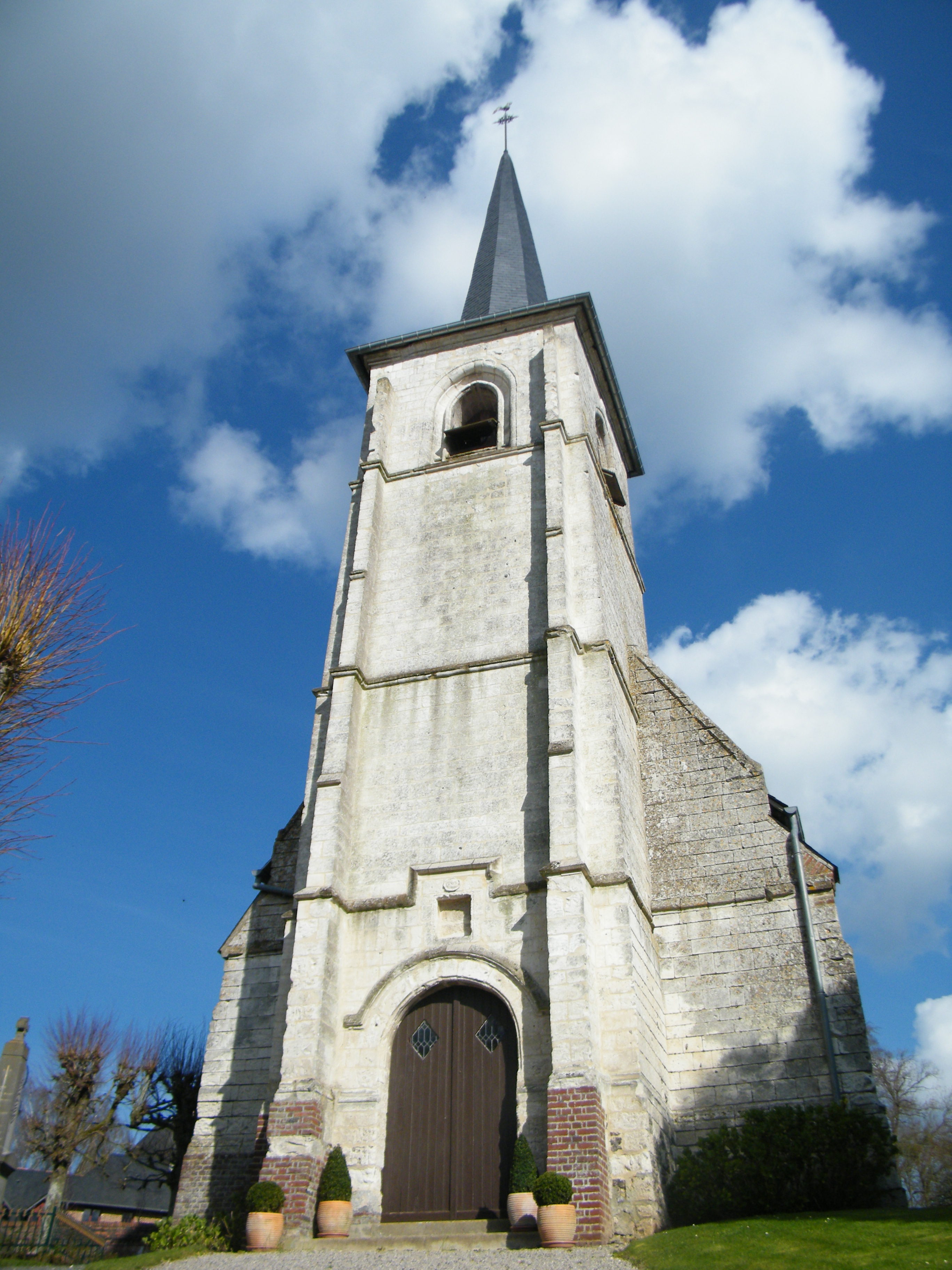
església

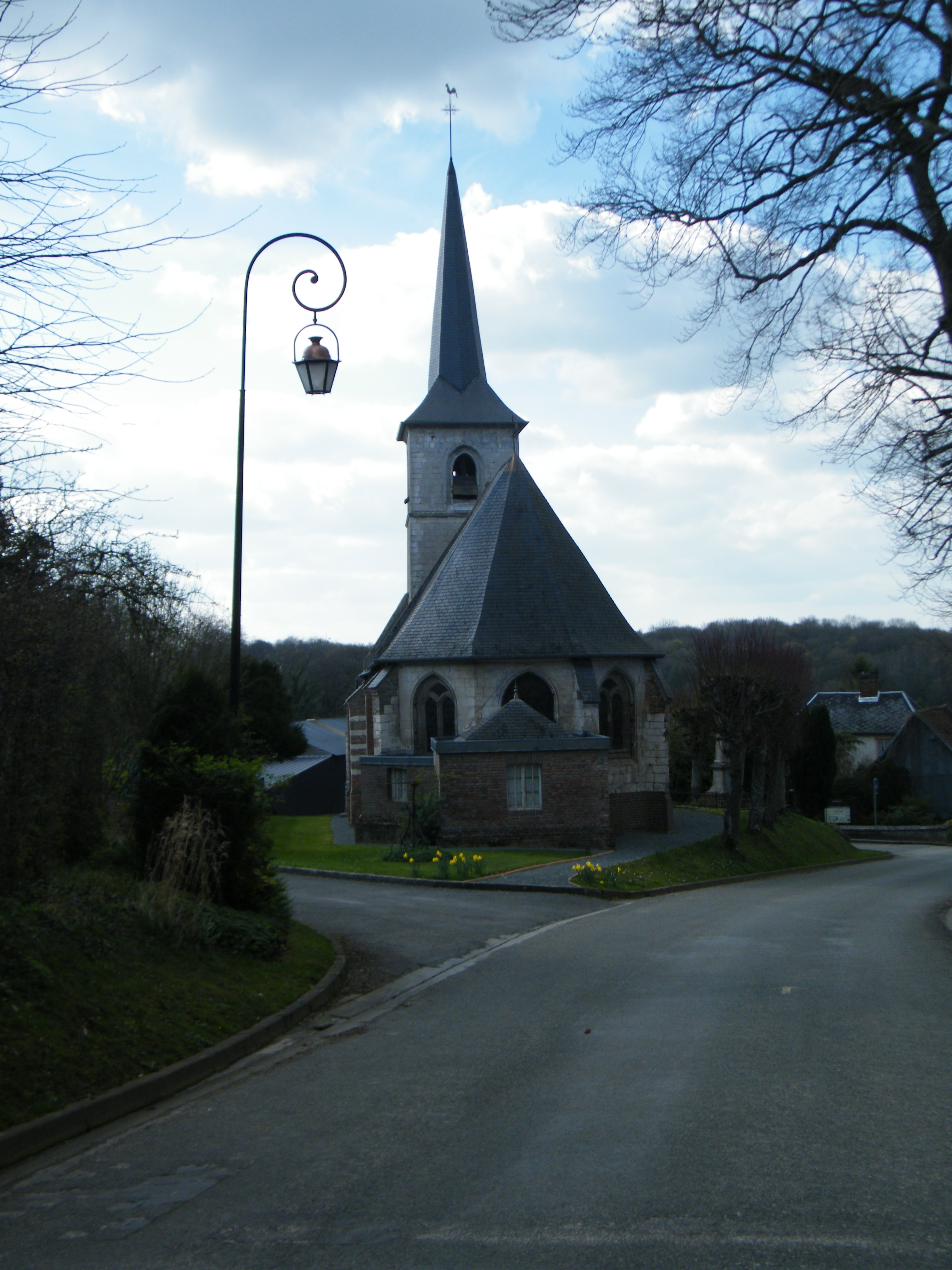

La piràmide de població per edats i sexe el 2009 era:
| Homes | Edats   | Dones |
| ----- | ------- | ----- |
| 0     | 95 o +  | 0     |
| 0     | 90 a 94 | 0     |
| 0     | 85 a 89 | 4     |
| 0     | 80 a 84 | 4     |
| 4     | 75 a 79 | 4     |
| 0     | 70 a 74 | 0     |
| 4     | 65 a 69 | 0     |
| 4     | 60 a 64 | 12    |
| 8     | 55 a 59 | 0     |
| 8     | 50 a 54 | 12    |
| 4     | 45 a 49 | 4     |
| 0     | 40 a 44 | 0     |
| 0     | 35 a 39 | 4     |
| 4     | 30 a 34 | 4     |
| 0     | 25 a 29 | 0     |
| 4     | 20 a 24 | 4     |
| 4     | 15 a 19 | 0     |
| 4     | 10 a 14 | 0     |
| 0     | 5 a 9   | 8     |
| 0     | 0 a 4   | 0     |

## Economia
El 2007 la població en edat de treballar era de 88 persones, 65 eren actives i 23 eren inactives. De les 65 persones actives 58 estaven ocupades (35 homes i 23 dones) i 7 estaven aturades (3 homes i 4 dones). De les 23 persones inactives 14 estaven jubilades, 5 estaven estudiant i 4 estaven classificades com a «altres inactius».

### Ingressos
El 2009 a Frucourt hi havia 53 unitats fiscals que integraven 137 persones, la mediana anual d'ingressos fiscals per persona era de 16.437 €.

### Activitats econòmiques
Dels 3 establiments que hi havia el 2007, 1 era d'una empresa extractiva, 1 d'una empresa de fabricació d'altres productes industrials i 1 d'una empresa financera.
L'any 2000 a Frucourt hi havia 11 explotacions agrícoles que ocupaven un total de 544 hectàrees.

## Poblacions més properes

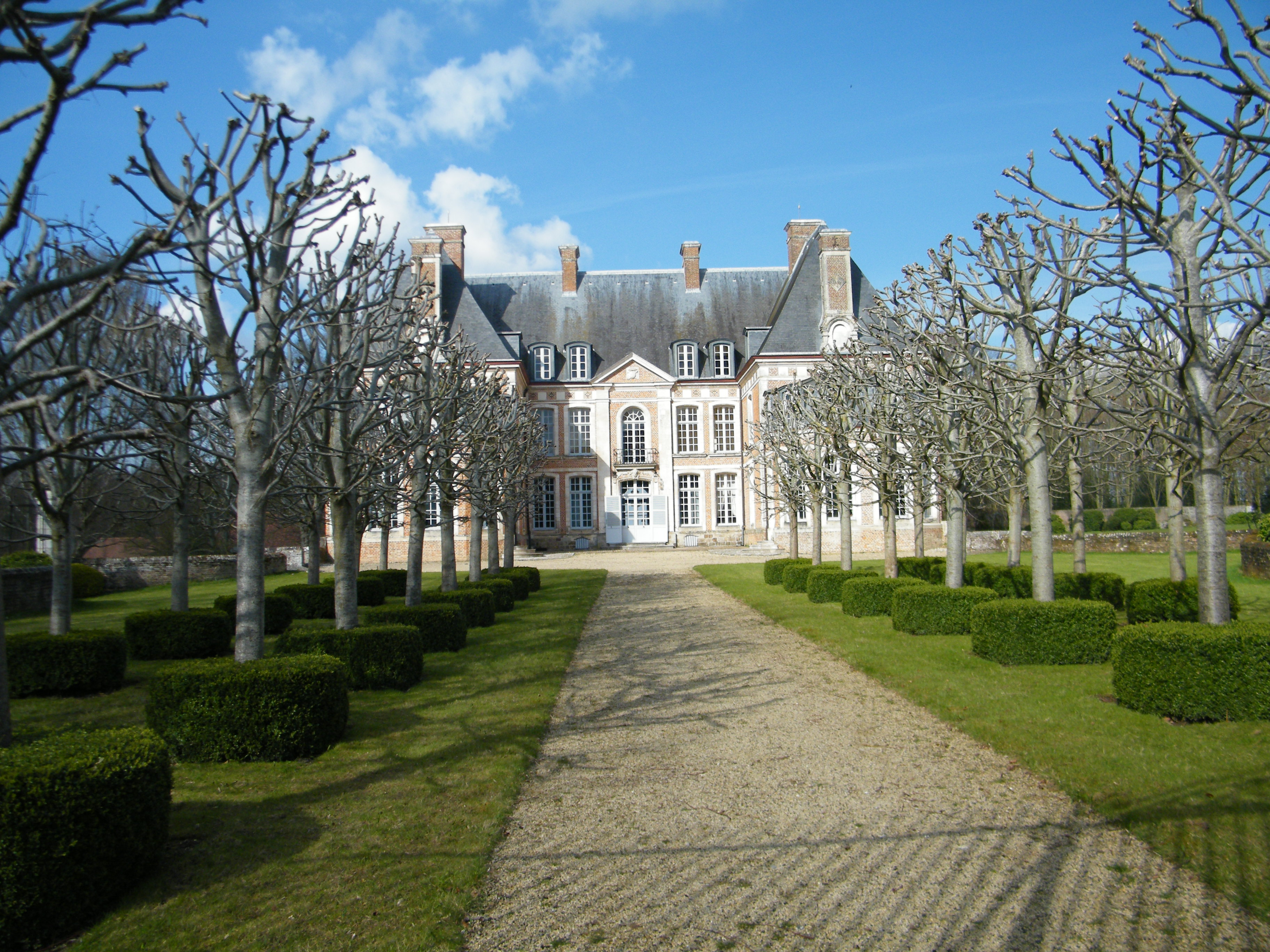

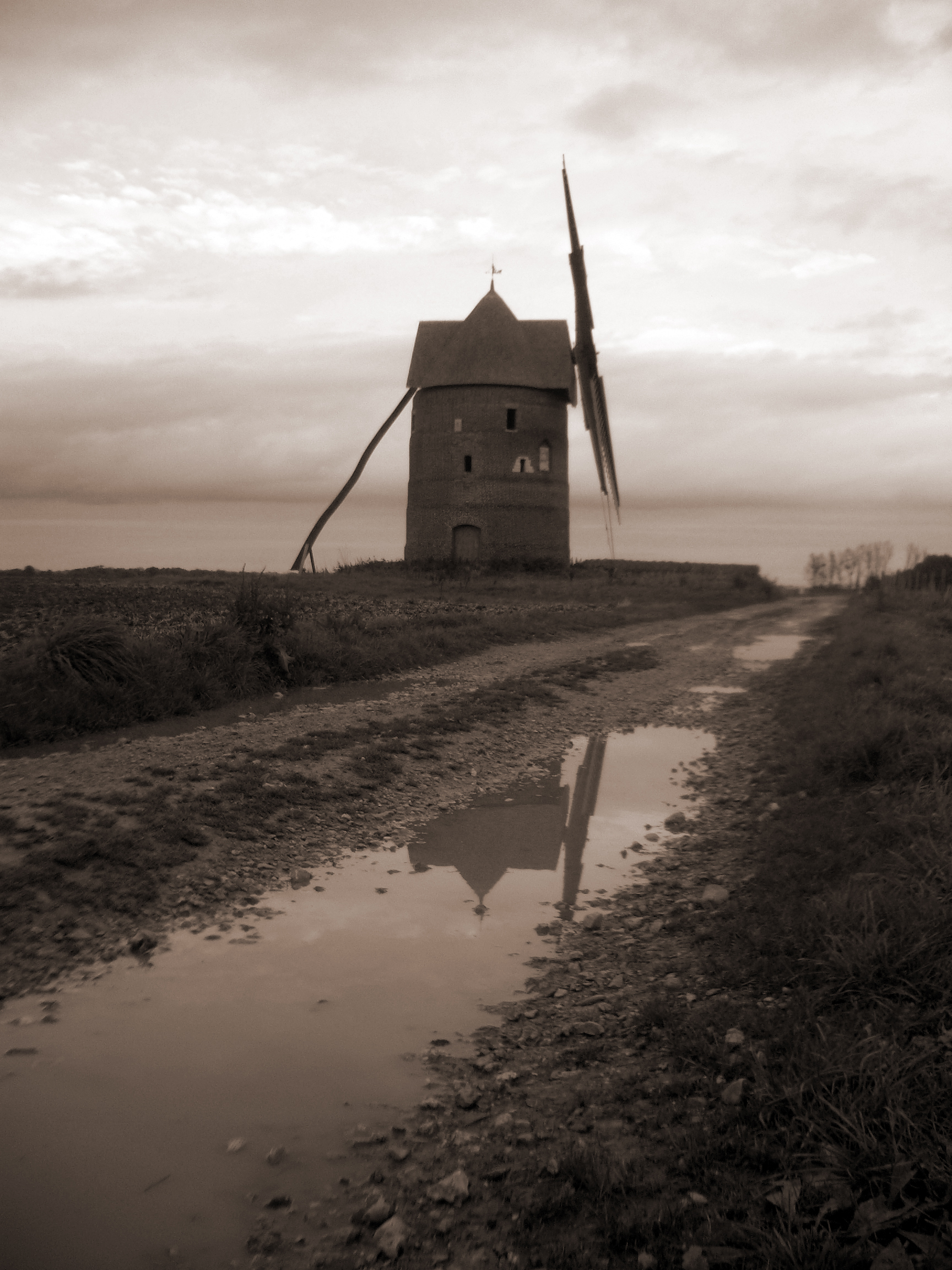
molí de Frucourt

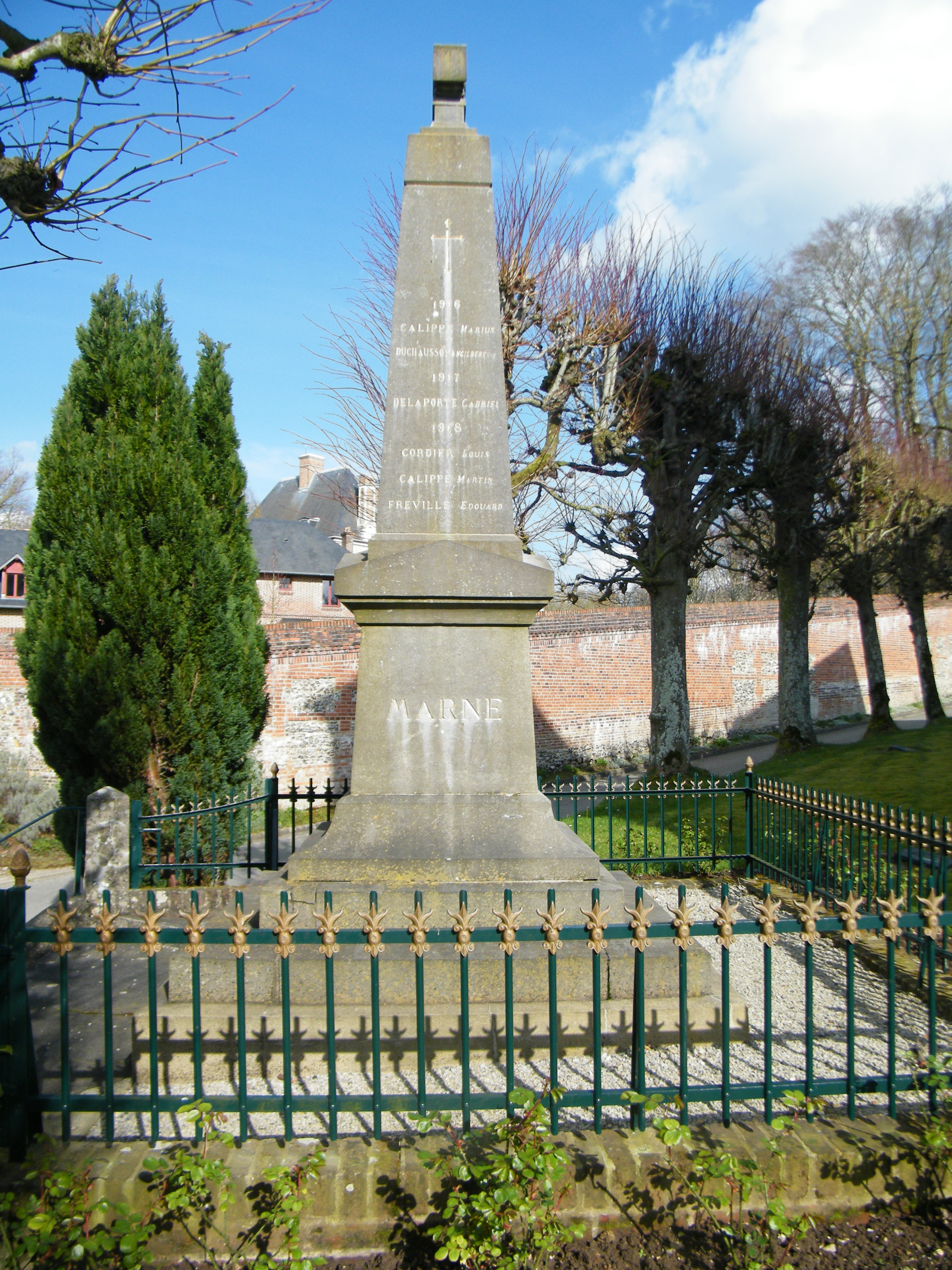

El següent diagrama mostra les poblacions més properes.